# The Doors
|  | For filmen om gruppen, se The Doors (film) |
The Doors var en amerikansk rockgruppe bestående af sangeren Jim Morrison, keyboardspilleren Ray Manzarek, guitaristen Robby Krieger og trommeslageren John Densmore. Bandet, som blevet dannet i Los Angeles, Californien, udgav deres første plade i januar 1967 og opnåede international berømmelse. Jim Morrison levede et hårdt liv med et stort forbrug af diverse narkotiske stoffer hvor LSD var favoritten. Dette genspejler sig i musikken som ofte bærer præg af mystik og psykedelia. Efter optagelsen af L.A. Woman flyttede Morrison i 1971 til Paris med sin kæreste. Her blev han 3. juli samme år fundet død i sin lejlighed.
Resten af gruppen fortsatte indtil slutningen af 1972, hvor de stoppede indspilnings- og koncertaktivitet. Inden da nåede de at udgive to plader med Manzarek og Krieger som sangere. Gruppen fik succes med numre som f.eks.: "Light My Fire", The End, People Are Strange, Strange Days, Break On Through (To The Other Side), The Unknown Soldier, Hello, I love You, 
"When The Music's Over", "Riders On The Storm" og "The Mosquito".

## Historie
Bandet blev dannet i 1965 i Los Angeles, Californien efter Morrison og Manzarek mødte hinanden på University of California. Efter at have færdiggjort studiet på UCLA, er Jim Morrison besluttet på at tage til New York for at gøre noget ved sin interesse for film. Men da Ray Manzarek render på han i sommeren 1965 på stranden i Venice, har han tilsyneladende ændret indstilling. Mødet ender med at Jim synger Ray et par sange, bl.a. Moonlight Drive, hvorefter de beslutter at danne bandet: The Doors. Et navn som lægger sig op ad bogen Erkendelsens Døre,The Doors of Perception, af Aldous Huxley og William Blakes sætning fra Ægteskabet Mellem Himmel & Helvede: "Hvis erkendelsens døre er renset vil alting vise sig som det virkeligt er, uendeligt". Det er herfra Huxley har sin titel til hans førnævnte bog. 
Bandet tager udgangspunkt i Rick & the Ravens, som egentlig er et band Ray og hans brødre har kørende for at tjene lidt ekstra til lommen – de spiller på klubben Turkey Joint. Derfor består bandet til at starte med af Ray Manzarek, Jim Morrison, Rick Manzarek, Jim Manzarek og John Densmore. Brødrene dropper dog ud af bandet, da Jim og hans tekstunivers ikke er hvad de ønsker. Ray finder en erstatning i guitaristen Robby Krieger, som han – ligesom Densmore – møder gennem bekendte på et meditationshold. 
I 1967 får de spilletid på The Ed Sullivan Show. Her spiller bandet to numre, People are Strange og Light My Fire. Dette er også året, hvor de spiller i New Haven, Connecticut. Jim Morrison, som under et af numrene udtaler sig om politiets behandling af ham og en "groupie" backstage, bliver anholdt under koncerten. 
I 1968 har bandet europæisk succes med nummeret Hello I Love You, de spiller dette år en række europæiske byer, deriblandt København, som en del af deres European Tour 1968. De spiller både i Falkoner Teatret og en (teknisk set bemærkelsesværdig vellykket) minikoncert i TV Byen. Sidste nævnte optagelse kan findes på udgivelsen 'Soundstage Performances'. Det fortælles også, at Jim Morrison i forbindelse med besøget får mulighed for ikke blot at tale med digteren, Rolf Gjedsted, men også at få en tur bag på dennes motorcykel. Billeder fra besøget kan søges på polfoto Arkiveret 23. juni 2007 hos  Wayback Machine. Bandet spiller også i England, Tyskland, Holland og Sverige. Optagelse fra deres Europa Tour kan ses på udgivelsen The Doors – Live in Europe 68' el. The Doors Are Open(1967).
Da de vender tilbage til staterne, spiller de en række koncerter i hjemlandet, hvorefter de påbegynder indspilningen af deres fjerde LP, The Soft Parade, hvilket sker i slutningen af året. Bandet løber i det kommende år ind i en hård tid, men inden da spiller de en udsolgt koncert i Madison Square Garden, New York, derudover, har de også et hit kørende med Touch Me, en single, der opnår en placering som nummer tre på den amerikanske hitliste. 
Omtrent på samme tidspunkt overværer forsanger Jim Morrison en teaterforestilling, der skulle komme til at ændre både hans og gruppens fremtid. Der er tale om en forestilling på University of Southern California's Bovard Auditorium, hvor teatergruppen Living Theatre opførte en forestillingen, der tilskyndede tilskuerne til at kaste deres hæmninger til side til fordel for at være frie. Forestillingen appellerede til Morrisons søgen efter frihed, og resulterer i første omgang i en studio jam med det resterende af bandet. Optagelserne af denne, ”Rock is Dead”-session – som i dag findes på The Doors boxset (1997) – skal komme til at lægge kimen til en af de mest kontroversielle episode i Morrison liv, men også en af rockhistoriens mest berygtede og misforståede hændelser. Da bandet nemlig spiller i Miami, Florida, som en del af en af deres længere turnéer, afprøver Jim sin fascination på denne udvalgte forsamling i The Dinner Key Auditorium, samtidig med han forsøger at ryste sit image som "The Lizard King" af sig. Dette bliver imidlertid dog ikke til nogen succes, tværtimod. Den ellers så beruserede Morrison (han nåede ikke det rigtig fly til koncertstedet, så ventetiden på det næste blevet brugt på druk) gider ikke at synge, i stedet rapper han el. forsøger sig med henvende sig til publikum med konfronterende udtalelse el. råb, såsom ”YOU'RE ALL A BUNCH OF SLAVES, LET PEOPLE TELL YOU WHAT TO DO!! .... etc. og til sidst, ”... ANYTHING YOU WANT! LET'S DO IT! LET'S DO IT! LET'S DO IT!", hvorefter han skulle have blottet sig. Dette resulterer i en anklage om, at Jim under koncerten angiveligt skulle have blottet sig for den ellers så overfyldte og hede koncertsal (næsten det dobbelte antal billetter var blevet solgt til koncerten!) fører – efter et par dage – til retssag mod ham. Dog kan dette ikke bevises med det offentliggjorte billedmateriale, og heller ikke koncertens lydspor røber noget om dette. Alligevel anholdes Jim Morrison et par dage senere og dømmes pga. "indecent exposure" og "public profanity". Pga. denne koncerts udfald blev bandet afvist på koncertsteder landet over. Resultatet bliver, udover en retssag og en dom, at de 19 byer på resten turnéen aflyser forestillingerne. De får i april dog spilletid på tv-kanalen PBS i New York, hvor de bl.a. spiller numre fra det nye album The Soft Parade; showet vises en måned senere. 
I juli udgiver bandet deres fjerde udspil, The Soft Parade, og spiller to koncerter i Aquarius Theatre, efter de i juni har genoptaget koncertoptrædener. Pladen får ikke en god modtagelse, men det gør koncerterne dog, som blev udgivet på 2xCD med titlerne The Doors – Live at the Aquarius Theatre: The First Performance og The Doors – Live at the Aquarius Theatre: The Second Performance; begge udgivet i 2001. 
Bandet har i løbet af den senere tid ændret fokus fra shamanistisk en oplevelse til en mere fokus på bandet, og at have en god oplevelse. Derudover, ses der på samme tidpunkt også ændringer på Jim Morrison, som har anlagt sig et skæg, skippet læder bukserne, taget på i vægt og øget sin interesse for bluesgenren. Men skønt bandet var begyndt at arbejde mere med bluesgenren, frem for den psykedeliske ditto, så var der dog stadig plads til gamle kendinge såsom "When The Music's Over" og Break on Through m.fl. 
Året 1969 må under alle omstændigheder betragtes som et centralt vendepunkt i bandets karriere hvad angår popularitet. 
I 1970 starter gruppen året med at opføre to godt modtaget aftener i Felt Forum, New York. 
I august spiller de på festivalen Isle of Wight, England. På samme festival spiller bandet også sammen med Jimi Hendrix, Joni Mitchell, The Who og Miles Davis. Udover at showet findes på et bootleg, giver Jim Morrison også et interview på stedet, og derudover, indgik to af deres numre fra festivalen på dokumentaren Message to Love (1995). 
I slutningen af året optager Jim Morrison for anden gang noget af sin poesi; det sker på hans fødselsdag 8. december 1970, hvor han fylder 27. I samme måned går bandet også i studiet på ny, hvor de påbegynder deres indspilning af L.A. Woman, som varer frem til januar 1971. 
I ønsket om at fokusere på film og poesi, tager Jim Morrison i marts 1971 til Paris sammen med kæresten Pamela Courson. Dette sker under indspilningen af, hvad der skulle blive bandets sidste studieudgivelse; L.A. Woman. Jim Morrison døde 3. juli, 1971 under mystiske omstændigheder, som officielt forklares som et hjerteslag. Ingen obduktion blev foretaget før begravelsen. Kun en lille håndfuld venner og bekendte medvirker under denne seance, da han bliver begravet på kirkegården Père-Lachaise i Paris 7. juli. Sidenhen er Morrisons gravplads blevet nummer 3. på listen over, hvorfor folk fra hele verden har valgt at rejse til Paris for at holde ferie.
Bandet spiller sin sidste koncert med Morrison 12. december 1970, på "Warehouse" i New Orleans, Louisiana – men de forstætter bandet efter hans død, og når også at udgive to albums, inden de stopper i starten af 70erne.
Bandet blev gendannet i 2002 under navnet The Doors of the 21st Century. John Densmore var ikke med i det gendannede band, og da han hører om bandet erklærer han, at han ren faktisk ikke har fået en "indbydelse" til bandet. Det hele ender i retssag hvor Jim Morrisons og hans kæreste Pamela Coursons familier bakker op om John Densmore som ikke vil have at bandet får navnet "The Doors of the 21st Century". John Densmore og familierne vinder retssagen i juli 2005. Derefter skifter bandet navn til Riders On the Storm. Med i bandet er dog de to resterende af bandets oprindelige medlemmer Robby Krieger og Ray Manzarek. Som stand-in for Jim Morrison og John Densmore ses henholdsvis Ian Astbury fra The Cult og Ty Denis.
I juli 2007 erklærer John Densmore at han kun vil være med i det gendannede band på én betingelse, som går på at forsangeren bliver ændret fra Ian Astbury, til Eddie Vedder. Densmore kom med udtalelsen: "I play with Jim. If there's someone of that level, OK. I'm not gonna join them with Ian. That's not to diss Ian, he's a good singer – but he's no Jim Morrison. Eddie Vedder? My God, there's a singer."

## Diskografi
Studiealbums
- The Doors (Elektra, 1966-67)
- Strange Days (Elektra, 1967)
- Waiting for the Sun (Elektra, 1968)
- The Soft Parade (Elektra, 1969)
- Morrison Hotel (Elektra, 1970)
- L.A. Woman (Elektra, 1971)
- Other Voices (Elektra, 1971)

- Full Circle (Elektra, 1972)
- An American Prayer (Elektra, 1978)

Livealbums
- Absolutely Live (Elektra, 1970)
- The Best of The Doors (Elektra, 1985)
- Live In Detroit (Bright Midnight, 2000)
- Live At The Aquarius Theatre – The First Performance (Bright Midnight, 2001)
- Live At The Aquarius Theatre – The Second Performance (Bright Midnight, 2001)
- Backstage and Dangerous – The Private Rehearsal (Bright Midnight, 2002)
- Live In Philadelphia '70 (Bright Midnight, 2006)

Opsamlingsalbums
- 13 (Elektra, 1970)
- The Doors Boxset (Hovedsageligt tidligere uudgivet live- og studiemateriale, inkl. opsamling, (4-CD)) (Elektra, 1997)
- Boot Yer Butt (Tidligere uudgivet livemateriale (1967-1970) (4-CD)) (Bright Midnight, 2003)